# 探しに行こうよ
『探しに行こうよ』はソニー・コンピュータエンタテインメントより2001年1月11日に発売されたPlayStation 2用ロールプレイングゲーム。メモリーカード容量246KB、プレイヤー:1人 開発は株式会社Riz CD-ROMで供給された。2015年1月21日より、PlayStation 2アーカイブスにて配信開始。

## 作品概要
子供たちの冒険と友情をコンセプトに作られた3Dロールプレイングゲーム。
戦闘は存在するものの、一種のイベント的な扱いとなっており、むしろ物語中に存在するいくつもの問題を仲間の力を借りて解決していくというアドベンチャーゲームやテーブルトークRPGに近い。
最大の特徴は子供達の持つ「能力」である。仲間となる子供は特技ともいうべき「能力」を2つ持っており、主人公の能力では解決できない問題が発生した場合、パーティー内の仲間に「任せる」ことで、仲間の能力を使って問題を解決することができる。
その際、各キャラクターの個性に従ったリアクションが表示される。

## あらすじ
リズの町に引っ越してきたガントレット職人とその息子。
職人の息子は町の中を探検していく中、いろいろな子供達と友達になっていく
仲間達と大ネズミ退治や伝説のガキ大将の宝物を探していったりと冒険を
繰り返す中、「ルキノエラ」という存在が次第に浮かび上がっていく。
「ルキノエラ」とは何か?子供達はそれにたどり着けるのか?

## 登場人物

### 子供たち
主人公
リズの町に最近引っ越してきたガントレット職人の息子。タイプは剣士
父親の作ったガントレットを装備しているが、サイズが大きすぎるため仲間たちからは不評。
人をひきつけるカリスマ性があり、町の子供達のリーダー的な存在になっていく。
クルミ
能力　火の玉／フェアリー語
最初に主人公と仲良くなる子供の一人。タイプは赤の魔法使い
夢見がちで勘違いすることも多く、いわゆる「どじっ子」キャラ
母親が元魔法使いで彼女も魔法を使うことができる。
ラスティン
能力　力じまん／オーク語
最初に主人公と仲良くなる子供の一人。タイプは剣士
伝説の勇者の相棒「ハンスーン」に憧れて剣の練習を欠かさない少年
大型の剣を使いこなすが、交渉によって戦闘を避けることも知っており
オーク語も学んでいる。
シルバ
能力　火の玉／口達者
美人の女性師匠の下で修行している少年。タイプは火の魔法使い
いわゆる「お調子者」だが、実力は確か。
ティナ
能力　鍵開け／口達者
盗賊団（遺跡専門のいわばトレジャーハンター）の両親と共に盗賊団で育った少女。タイプは剣士
盗賊団で育ったため大人顔負けの口達者で鍵開けも得意。
戦闘では小型の剣を使って一撃の威力は低いものの、物理攻撃を絶対回避したり、与えたダメージで
自身を回復するなど特殊なスキルを使いこなす。
ラルク
能力　風／解呪
冒険者の父を持つ魔法使い修行中の少年。タイプは緑の魔法使い
自信家ではあるが、本質はかなり温和。
将来は街を出て冒険者になるのが夢